# Yokosuka P1Y Ginga
P1Y Ginga (яп. 銀河, Млечный путь) — японский средний бомбардировщик, двухмоторный цельнометаллический моноплан.
Разработан под руководством Таданао Мики и Масао Яманы. Первый полёт прототипа состоялся в августе 1943 года.
Принят на вооружение в октябре 1944 года под наименованием морской бомбардировщик «Гинга». Кодовое имя у союзников — «Френсис» («Frances»).

## Тактико-технические характеристики
Приведённые ниже характеристики соответствуют модификации P1Y1:
Технические характеристики
- Экипаж: 3 человека
- Длина: 15,0 м
- Размах крыла: 20,0 м
- Высота: 4,3 м
- Площадь крыла: 55,0 м²
- Масса пустого: 7625 кг
- Нормальная взлётная масса: 10 500 кг
- Максимальная взлётная масса: 13 300 кг
- Силовая установка: 2 × радиальный Nakajima NK9C Homare 12
- Мощность двигателей: 2 × 1825 л. с. (2 × 1360 кВт)

Лётные характеристики
- Максимальная скорость: 550 км/ч
- Крейсерская скорость: 380 км/ч
- Практическая дальность: 4650 км
- Практический потолок: 9400 м
- Скороподъёмность: 12 м/с
- Нагрузка на крыло: 245 кг/м²
- Тяговооружённость: 260 Вт/кг (расч.)

Вооружение
- Стрелково-пушечное: 2×20 мм пушки, тип 99 (в носовой и верхнефюзеляжной точках)
- Боевая нагрузка: до 1000 кг различного вооружения
  - 1×800 кг торпеда под фюзеляжем.